# ويس مكولي
ويس مكولي (بالإنجليزية: Wes McCauley)‏ هو لاعب هوكي الجليد أمريكي، ولد في 11 يناير 1972 في جورجتاون ‏ في كندا.

## وصلات خارجية
- ويس مكولي على موقع دوري الهوكي الوطني (الإنجليزية)
- ويس مكولي على موقع EliteProspects.com (الإنجليزية)
- ويس مكولي على موقع HockeyDB.com (الإنجليزية)